# Dicée à poitrine écarlate
Prionochilus thoracicus
Espèce
Statut de conservation UICN

 NT  : Quasi menacé
Le Dicée à poitrine écarlate (Prionochilus thoracicus) est une espèce de passereaux de la famille des Dicaeidae.

## Répartition
On le trouve à Brunei, en Indonésie, Malaisie et Thaïlande.

## Habitat
Il habite les forêts humides tropicales et subtropicales en plaine ainsi que les zones de marais.
Il est menacé par la perte de son habitat.

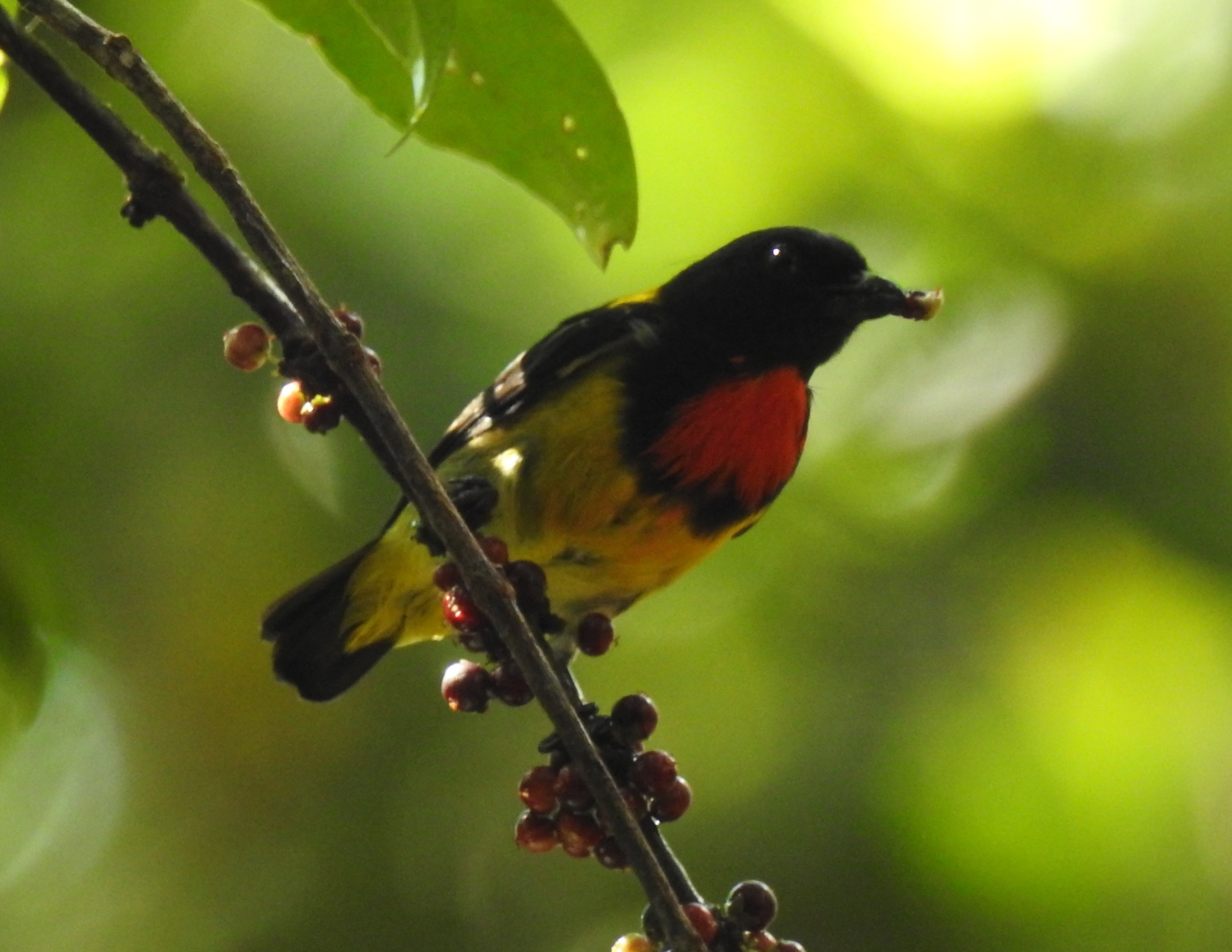
Spécimen sur l'île indonésienne de Bangka.